# Érd alsó megállóhely
Érd alsó megállóhely egy Pest vármegyei vasúti megállóhely Érd városában, a MÁV üzemeltetésében. A város központja közelében helyezkedik el – alig 150-200 méterre Érd felső megállóhelytől –, közúti elérését csak önkormányzati utak biztosítják.
A déli oldalán 2005-ben nyílt meg az új buszpályaudvar.

## Vasútvonalak
A megállóhelyet az alábbi vasútvonalak érintik:
- Budapest–Murakeresztúr-vasútvonal

## Kapcsolódó állomások
A megállóhelyhez az alábbi állomások vannak a legközelebb:
- Tétényliget megállóhely (Budapest–Murakeresztúr-vasútvonal)
- Tárnok vasútállomás (Budapest–Murakeresztúr-vasútvonal)

## Megközelítés tömegközlekedéssel
- Helyközi busz:  700, 705, 710, 712, 715, 720, 722, 731, 733, 734, 735, 736, 738, 741, 742, 744, 745, 746, 755
- Távolsági busz:  1120, 1134

## Forgalom
| Járat                                          | Útvonal | Gyakoriság                        |
| ---------------------------------------------- | --- | --------------------------------- |
| S30                                            | Budapest-Déli – Budapest-Kelenföld – Albertfalva – Budafok – Kastélypark – Tétényliget – Érd alsó – Tárnok – Martonvásár – Baracska – Pettend – Kápolnásnyék – Velence – Velencefürdő – Gárdony – Agárd – Dinnyés – Székesfehérvár (– nyáron 1 darab Fonyódig) | Napi 4-5 pár                      |
| G30                                            | Budapest-Déli – Budapest-Kelenföld – Érd alsó – Velence – Velencefürdő – Gárdony – Agárd – Székesfehérvár | Nyári hétvégén 2 pár              |
| Z30                                            | Budapest-Déli – Budapest-Kelenföld – Érd alsó – Tárnok – Martonvásár (– Baracska – Pettend – Kápolnásnyék – Velence – Velencefürdő – Gárdony – Agárd – Dinnyés – Székesfehérvár) | Félóránként                       |
| S34                                            | Budapest-Déli – Budapest-Kelenföld – Albertfalva – Budafok – Kastélypark – Tétényliget – Érd alsó – Tárnok – Martonvásár – Baracska – Pettend – Kápolnásnyék – Velence – Velencefürdő – Gárdony – Agárd – Dinnyés – Székesfehérvár – Maroshegy – Lepsény – Balatonaliga – Balatonvilágos – Szabadisóstó – Szabadifürdő – Siófok – Balatonszéplak felső – Balatonszéplak alsó – Zamárdi felső – Zamárdi – Szántód – Balatonföldvár – Balatonszárszó – Balatonszemes – Balatonlelle felső – Balatonlelle – Balatonboglár – Fonyódliget – Fonyód – Bélatelep – Alsóbélatelep – Balatonfenyves – Balatonfenyves alsó – Máriahullámtelep – Máriaszőlőtelep – Balatonmáriafürdő – Balatonberény – Balatonszentgyörgy – Keszthely                                                                                     | Nyáron napi 2 pár                 |
| S35                                            | Budapest-Déli – Budapest-Kelenföld – Budafok → (Nagykanizsa felé: Budatétény → Barosstelep → Érdliget → Érd felső → Tárnok → Martonvásár → Baracska → Pettend → Kápolnásnyék; Budapest felé: ← Érd alsó) – Velence – Velencefürdő – Gárdony – Agárd (→ Dinnyés) – Székesfehérvár – Maroshegy – Lepsény – Balatonaliga – Balatonvilágos – Szabadisóstó – Szabadifürdő – Siófok – Balatonszéplak felső – Balatonszéplak alsó – Zamárdi felső – Zamárdi – Szántód – Balatonföldvár – Balatonszárszó – Balatonszemes – Balatonlelle felső – Balatonlelle – Balatonboglár – Fonyódliget – Fonyód – Bélatelep – Alsóbélatelep – Balatonfenyves – Balatonfenyves alsó – Máriahullámtelep – Máriaszőlőtelep – Balatonmáriafürdő – Balatonberény – Balatonszentgyörgy – Vörs – Zalakomár – Zalaszentjakab – Nagykanizsa | Nyáron napi 1 Budapest felé       |
| S36                                            | Kőbánya-Kispest – Ferencváros – Budapest-Kelenföld – Albertfalva – Budafok – Kastélypark – Tétényliget – Érd alsó – Tárnok (– Martonvásár) | Óránként                          |
| G40                                            | (Dombóvár → Döbrököz → Kurd → Csibrák → Dúzs → Szakály-Hőgyész → Regöly → Szárazd → Keszőhidegkút-Gyönk → Belecska → Pincehely → Tolnanémedi → Simontornya → Sáregres → Rétszilas →) Sárbogárd → Nagylók → Sárosd → Szabadegyháza → Pusztaszabolcs → Iváncsa → Százhalombatta → Érd → Érd alsó → Tétényliget → Budapest-Kelenföld → Budapest-Déli | Munkanapokon napi 3 Budapest felé |
| személyvonat                                   | Budapest-Déli – Budapest-Kelenföld – (Érd alsó → Velence –) Székesfehérvár – Várpalota – Pétfürdő – Öskü – Hajmáskér – Veszprém | Napi 1 Veszprém felé              |
| személyvonat                                   | Veszprém → Hajmáskér → Öskü → Pétfürdő → Várpalota → Székesfehérvár → Gárdony → Martonvásár → Érd alsó → Budapest-Kelenföld → Budapest-Déli | Munkanapokon 1 Budapest felé      |
| személyvonat                                   | Budapest-Déli – Budapest-Kelenföld (→ Albertfalva → Budafok → Kastélypark → Tétényliget) – Érd alsó – Tárnok – Martonvásár (→ Baracska → Pettend → Kápolnásnyék → Velence → Velencefürdő → Gárdony → Agárd → Dinnyés) – Székesfehérvár – Maroshegy – Szabadbattyán – Kiscséripuszta – Polgárdi-Tekerespuszta – Lepsény – Balatonaliga – Balatonvilágos – Szabadisóstó – Szabadifürdő – Siófok | Napi 1 pár                        |
| sebesvonat, Déli<-parti sebesvonat             | Keszthely → Balatonszentgyörgy → Balatonberény → Balatonmáriafürdő → Máriaszőlőtelep → Máriahullámtelep → Balatonfenyves alsó → Balatonfenyves → Alsóbélatelep → Bélatelep → Fonyód → Fonyódliget → Balatonboglár → Balatonlelle → Balatonlelle felső → Balatonszemes → Balatonszárszó → Balatonföldvár → Szántód → Zamárdi → Zamárdi felső → Balatonszéplak alsó → Balatonszéplak felső → Siófok → Szabadifürdő → Szabadisóstó → Balatonvilágos → Balatonaliga → Lepsény → Polgárdi-Tekerespuszta → Kiscséripuszta → Szabadbattyán → Maroshegy → Székesfehérvár → Kápolnásnyék → Érd alsó → Budapest-Kelenföld → Budapest-Déli | Napi 1 Budapest felé              |
| Déli<-parti InterRégió                         | (Balatonszentgyörgy → Balatonberény → Balatonmáriafürdő → Máriaszőlőtelep → Máriahullámtelep → Balatonfenyves alsó → Balatonfenyves → Alsóbélatelep → Bélatelep → Fonyód → Fonyódliget → Balatonboglár → Balatonlelle → Balatonlelle felső → Balatonszemes → Balatonszárszó → Balatonföldvár → Szántód → Zamárdi → Zamárdi felső → Balatonszéplak alsó → Balatonszéplak felső →) Siófok → Szabadifürdő → Szabadisóstó → Balatonvilágos → Balatonaliga → Lepsény → Maroshegy → Székesfehérvár → Dinnyés → Agárd → Gárdony → Velencefürdő → Velence → Kápolnásnyék → Pettend → Baracska → Martonvásár → Tárnok → Érd alsó → Tétényliget → Kastélypark → Budafok → Albertfalva → Budapest-Kelenföld → Budapest-Déli                                                                                               | Napi 1 Budapest felé              |
| Déli<-parti InterRégió, Déli->parti InterRégió | Budapest-Déli – Budapest-Kelenföld – Érd alsó – Székesfehérvár – Maroshegy – Szabadbattyán – Kiscséripuszta – Polgárdi-Tekerespuszta – Lepsény – Balatonaliga – Balatonvilágos – Szabadisóstó – Szabadifürdő – Siófok – Balatonszéplak felső – Balatonszéplak alsó – Zamárdi felső – Zamárdi – Szántód – Balatonföldvár – Balatonszárszó – Balatonszemes – Balatonlelle felső – Balatonlelle – Balatonboglár – Fonyódliget – Fonyód – Bélatelep – Alsóbélatelep – Balatonfenyves – Balatonfenyves alsó – Máriahullámtelep – Máriaszőlőtelep – Balatonmáriafürdő – Balatonberény – Balatonszentgyörgy (→ Keszthely) | Nyáron 2 óránként                 |
| Déli<-parti InterRégió                         | Nagykanizsa → Zalaszentjakab → Zalakomár → Balatonszentgyörgy → Balatonberény → Balatonmáriafürdő → Máriaszőlőtelep → Máriahullámtelep → Balatonfenyves alsó → Balatonfenyves → Alsóbélatelep → Bélatelep → Fonyód → Fonyódliget → Balatonboglár → Balatonlelle → Balatonlelle felső → Balatonszemes → Balatonszárszó → Balatonföldvár → Szántód → Zamárdi → Zamárdi felső → Balatonszéplak alsó → Balatonszéplak felső → Siófok → Szabadifürdő → Szabadisóstó → Balatonvilágos → Balatonaliga → Lepsény → Polgárdi-Tekerespuszta → Kiscséripuszta → Szabadbattyán → Maroshegy → Székesfehérvár → Érd alsó → Budapest-Kelenföld → Budapest-Déli | Nyáron napi 1 Budapest felé       |